# Ymer Ø

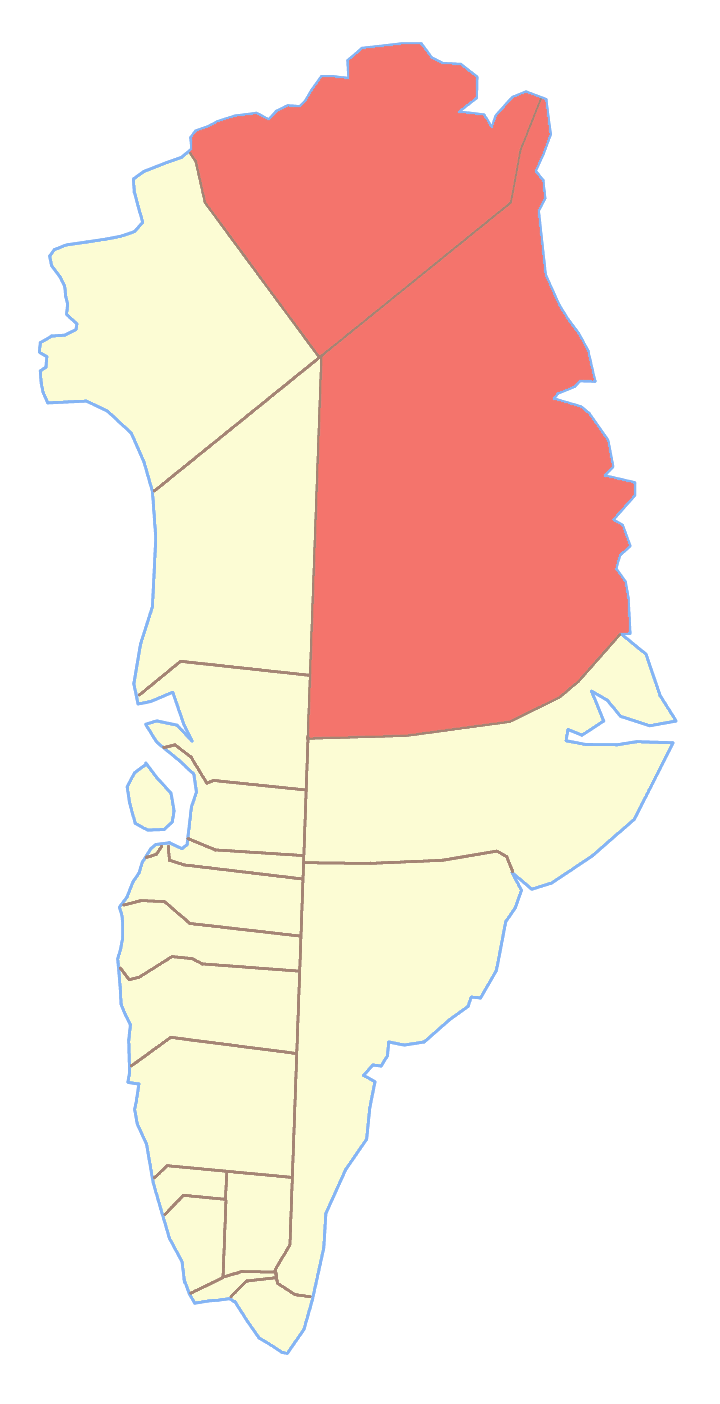
Parco nazionale della Groenlandia nordorientale, dove si trova Ymer Ø

Ymer Ø è un'isola disabitata della Groenlandia di 2437 km². Si trova a 73°09'N 24°20'O; è situata nel Parco nazionale della Groenlandia nordorientale, fuori da qualsiasi comune. Deve il suo nome ad Ymir, il gigante di ghiaccio della mitologia norrena progenitore dei Jǫtunn.